# Віндзорські насмішниці
«Віндзорські насмішниці» (англ. The Merry Wives of Windsor, інший варіант перекладу — «Віндзорські жартівниці») — комедія англійського письменника Вільяма Шекспіра, вперше опублікована в 1602 році.

## Дійові особи
- Сер Джон Фальстаф
- Фентон — молодий дворянин.
- М'ялоу — мировий суддя.
- Нікчем — небіж судді.
- Форд — віндзорський міщанин.
- Пейдж — віндзорський міщанин.
- Вільям Пейдж — малий син пана Пейджа.
- Г'ю Еванс — пастор, валієць.
- Доктор Каюс — лікар, француз
- Господар заїзду «Підв'язка.»
- Пані Форд
- Пані Пейдж
- Фальстафові челядинці:
  - Бардольф
  - Пістоль
  - Нім
- Робін — Фальстафів паж.
- Бевз — служник пана Нікчема.
- Довбен — служник доктора Каюса.
- Анна Пейдж — дочка пані Пейдж закохана у Фентона.
- Спритлі — ключниця доктора Каюса.
- Челядь Форда, Пейджа та інші.

Дія відбувається у Віндзорі та його околиці.

## Українські переклади
Над перекладом комедії Шекспіра працював Іван Франко (в нього п'єса мала назву «Віндзерські куми»), але цей переклад втрачено. Перший повний переклад комедії зробив М. Тобілевич у 1963 році. Наступний переклад, який увійшов в шеститомне зібрання творів Шекспіра видавництва «Дніпро», зробила Ольга Сенюк.